# Ponte Alta do Tocantins
Ponte Alta do Tocantins este un oraș în Tocantins (TO), Brazilia.